# Nederlands cricketelftal (mannen)

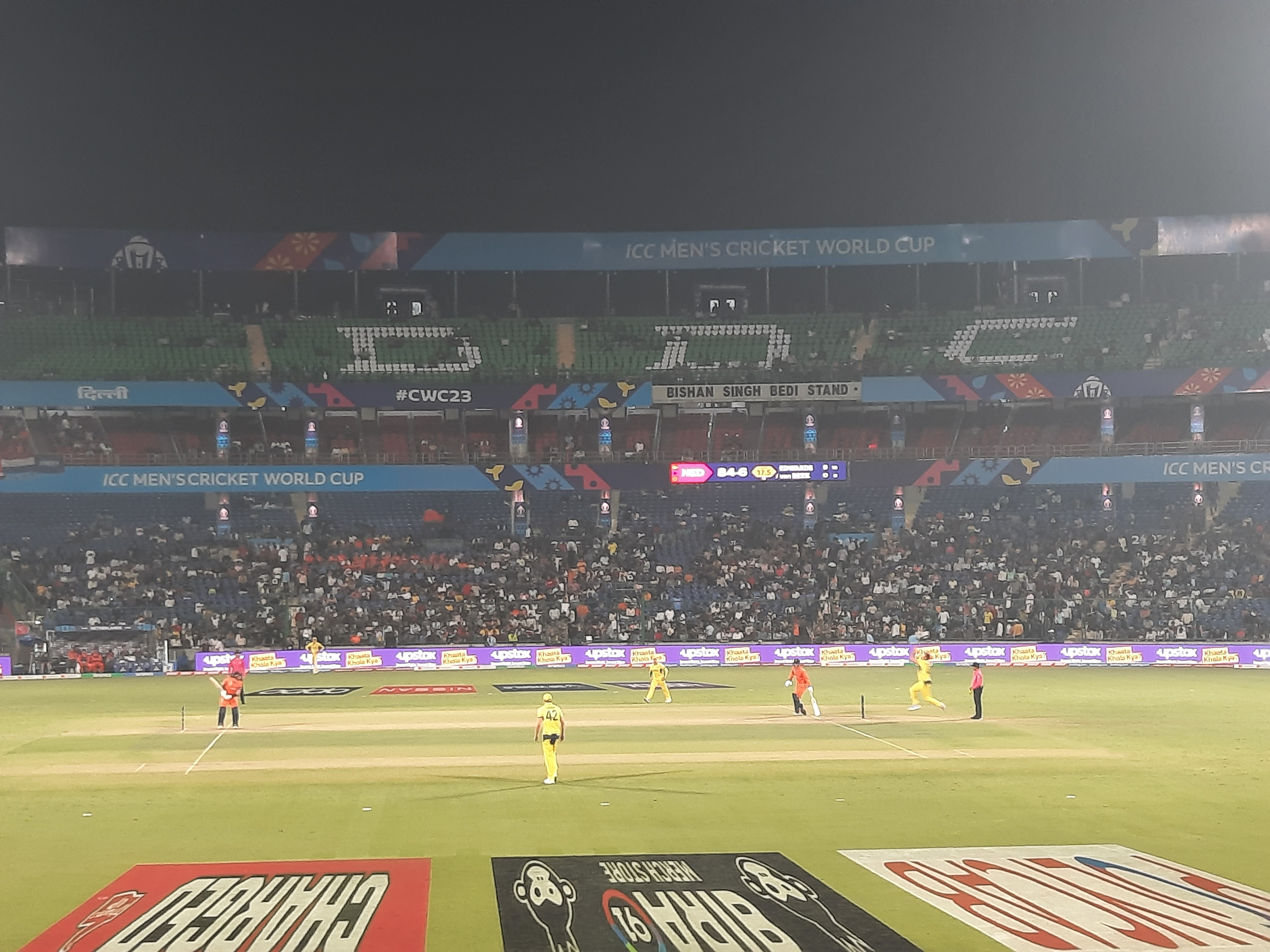
Nederland tegen Australië tijdens het Wereldkampioenschap cricket 2023 in India.

Het Nederlands cricketelftal is het nationale cricketteam dat Nederland vertegenwoordigt. Het nationale team is een onderdeel van de Koninklijke Nederlandse Cricket Bond, gevestigd in Amstelveen.

## Successen
Nederland deed vijf keer mee aan het wereldkampioenschap cricket over 50 overs. Oranje debuteerde in 1996 en in 2003 werd voor het eerst een WK-wedstrijd gewonnen, van Namibië. In 2007 won Nederland opnieuw, dit keer van Schotland. In 2011 gingen alle wedstrijden verloren ondanks sterke optredens tegen Ierland en Engeland. In 2023 versloeg Nederland voor het eerst twee toplanden op het WK voor 50-overwedstrijden, te weten Zuid-Afrika en Bangladesh.
Op de ICC Trophy, het afrondende toernooi van de WK-kwalificatie scoorde Nederland tot 2014 over het algemeen goed. In 2001 werd het toernooi gewonnen en daarnaast waren er twee tweede en twee derde plaatsen. Vanaf 2018 deden ook enkele testlanden mee die zich niet direct plaatsten voor het WK, waardoor het deelnemersveld een stuk sterker werd. 
Aan het wereldkampioenschap Twenty20 deed Nederland vijf keer mee. De eerste keer was in 2009. Nederland wist de openingswedstrijd van dat WK verrassend van thuisland Engeland te winnen. Nederland verloor echter zijn tweede wedstrijd tegen Pakistan. Omdat Engeland Pakistan versloeg, moest de netto run rate de doorslag geven en op basis daarvan plaatste Nederland zich niet voor de volgende fase van het toernooi.
Dat lukte wel in 2022, toen de T20 World Cup in Australië werd gehouden. Pakistan en India bleken een maatje te groot, maar Nederland versloeg Zimbabwe en Zuid-Afrika en plaatste zich daarmee rechtstreeks voor de T20 World Cup in de Verenigde Staten en West-Indië in 2024.
Dat WK in 2024 verliep licht teleurstellend; hoewel Nederland kansen creëerde tegen onder andere Bangladesh, werd alleen Nepal verslagen.
Nederland heeft aan alle zeven edities van de ICC Intercontinental Cup meegedaan. Dit was een toernooi bestaande uit first-class-wedstrijden waar alleen de grote testnaties niet aan mee mochten doen. Het beste resultaat was een derde plaats in de laatste editie in 2017.
De prestaties van Nederland in de 50-overwedstrijden waren dermate goed (winst van de World Cricket League) dat het als enige niet-testland samen met de twaalf andere testlanden in de World Cup Super League van 2020-23 mocht spelen. In die competitie speelde het acht Series, elk bestaande uit drie One Day Internationals. De beste acht landen plaatsten zich direct voor het WK 2023. De overige vijf landen kregen een herkansing via de ICC World Cup Qualifier van 2023 in Zimbabwe.
Op dat sterk bezette toernooi in 2023 deed Nederland wat vooraf niet voor mogelijk werd gehouden. Het versloeg tweevoudig wereldkampioen West Indies in een Super Over dankzij dertig runs van Logan van Beek. Vervolgens moest Nederland binnen 44 overs 277 Schotse runs achterhalen. Het slaagde daarin onder andere dankzij een century van Bas de Leede, die eerder op de dag al vijf wickets had genomen.

## Resultaten op internationale toernooien

### Wereldkampioenschap
| 1975 · Geen deelname 1979 · Niet gekwalificeerd 1983 · Niet gekwalificeerd 1987 · Niet gekwalificeerd | 1992 · Niet gekwalificeerd 1996 · Eerste ronde 1999 · Niet gekwalificeerd 2003 · Eerste ronde | 2007 · Eerste ronde 2011 · Eerste ronde 2015 · Niet gekwalificeerd 2019 · Niet gekwalificeerd |

### Wereldkampioenschap Twenty20
| 2007 · Niet gekwalificeerd 2009 · Eerste ronde | 2010 · Niet gekwalificeerd 2012 · Niet gekwalificeerd | 2014 · Tweede ronde 2016 · Eerste ronde |

### Overige belangrijke toernooien
| ICC Champions Trophy | ICC World Cup Qualifier (ICC Trophy) | ICC Intercontinental Cup |
| --- | --- | --- |
| - 1998: Geen testland - 2000: Geen testland - 2002: Eerste ronde - 2004: Niet gekwalificeerd - 2006: Geen testland - 2009: Geen testland - 2013: Geen testland - 2017: Geen testland | - 1979: Eerste ronde - 1982: Eerste ronde - 1986: Tweede - 1990: Tweede - 1994: Derde - 1997: Zesde - 2001: Winnaar - 2005: Vijfde - 2009: Derde - 2014: Zevende - 2018: Zevende | - 2004: Eerste ronde - 2005: Eerste ronde - 2006-07: Eerste ronde - 2007-08: Vijfde - 2009-10: Zesde - 2011-13: Achtste - 2015-17: Derde |

## Selectie

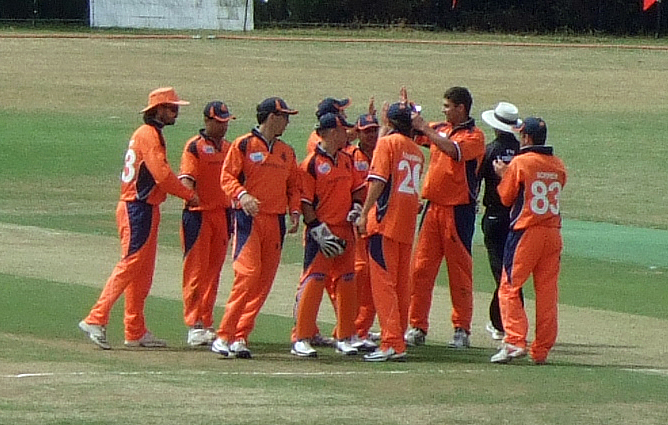
Nederlands cricketelftal, 2010

- Website van de KNCB